# کی‌یف (داکوتای شمالی)
کی‌یف(به انگلیسی: Kief) شهری در ایالت داکوتای شمالی کشور ایالات متحده آمریکا است که جمعیت آن در سرشماری سال ۲۰۱۰ میلادی، ۱۳ نفر بوده‌است.